# 세르지오 로모
세르지오 프란시스코 로모(Sergio Francisco Romo, 1983년 3월 4일 ~ )는 멕시코계 미국인으로 아메리칸 리그 오클랜드 애슬레틱스 소속의 우완 사이드암 구원 투수이다. 2012년 월드 시리즈에서 마무리 투수로 3세이브를 기록하며 샌프란시스코 자이언츠가 디트로이트 타이거스를 꺾고 2년 만의 월드시리즈 타이틀을 획득하는데 일조했다. 2013년에는 멕시코 대표팀의 일원으로 2013년에 참가했다. 2014년에는 산티아고 카시야에게 마무리 투수자리를 내주었으나, 훌륭한 셋업맨 역할을 수행했다. 슬라이더가 매우 뛰어나다고 평가받는 선수이다.